# 1896 w filmie
Wydarzenia filmowe w 1896 roku.

## Wydarzenia
- 24 marca – brytyjski pionier filmu Robert William Paul przedstawił, za pomocą teatrografu (wynalazca Brit Acres), "żywe obrazy".
- 16 kwietnia – amerykańskie Towarzystwo Filmowe (założyciel Thomas Alva Edison) zorganizowało w Nowym Jorku pierwsze publiczne przedstawienie kinowe na zachodniej półkuli.
- 18 lipca – pierwszy pokaz filmowy na ziemiach polskich (aparatura edisonowska).
- 19 września – niemiecki reżyser Oskar Messter skonstruował projektor filmowy (wykorzystywany w berlińskiej sali projekcyjnej Wilhelmshallen).
- październik – francuski reżyser teatralny Georges Méliès nakręcił swój pierwszy film Zniknięcie damy w Teatrze Robert-Houdin.
- 1 października – Bracia Pathé założyli firmę Pathé Frères (w ciągu 2 lat stała się największym francuskim przedsiębiorstwem filmowym).
- 11 października – powstał film Salida de misa de doce del Pilar de Zaragoza, uznawany za pierwszy hiszpański film.
- 14 listopada – drugi pokaz filmowy na ziemiach polskich (aparatura braci Lumière, Kraków).

## Premiery
- Wróżka w kapuście (La Fée aux Choux), reż. Alice Guy-Blaché
- Wężowaty taniec Annabelle (Serpentine Dance by Annabelle), reż. William K.L. Dickson

## Urodzili się
- 20 stycznia – George Burns, amerykański komik, aktor i pisarz (zm. 1996)
- 26 lipca – Jack E. Cox, brytyjski operator filmowy (zm. 1960)
- 18 sierpnia – Jack Pickford, amerykański aktor pochodzenia kanadyjskiego, (zm. 1933)
- 30 sierpnia – Raymond Massey, amerykański aktor pochodzenia kanadyjskiego (zm. 1983)